# Piesenkopf
Der Piesenkopf ist ein 1630 m ü. NHN hoher Berg in den Allgäuer Alpen, westlich von Rohrmoos. Der Berg weist einen großen Blumenreichtum auf. Er ist auf einer einfachen Bergtour in 2,5 Stunden von Rohrmoos aus zu besteigen. An seinem Südhang befindet sich die Sennalpe Piesenalpe.

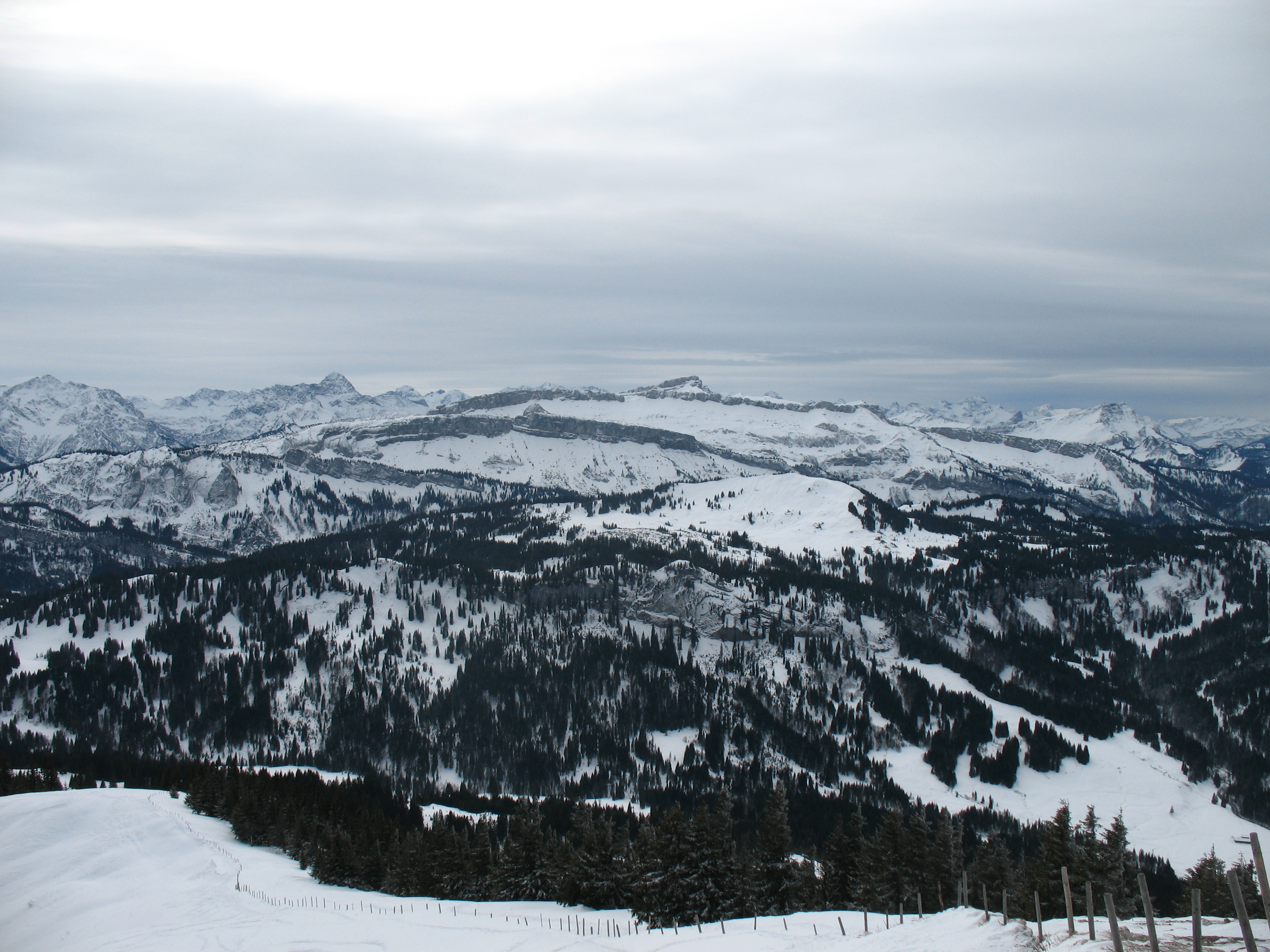
Piesenkopf und Gottesackerwände im Winter
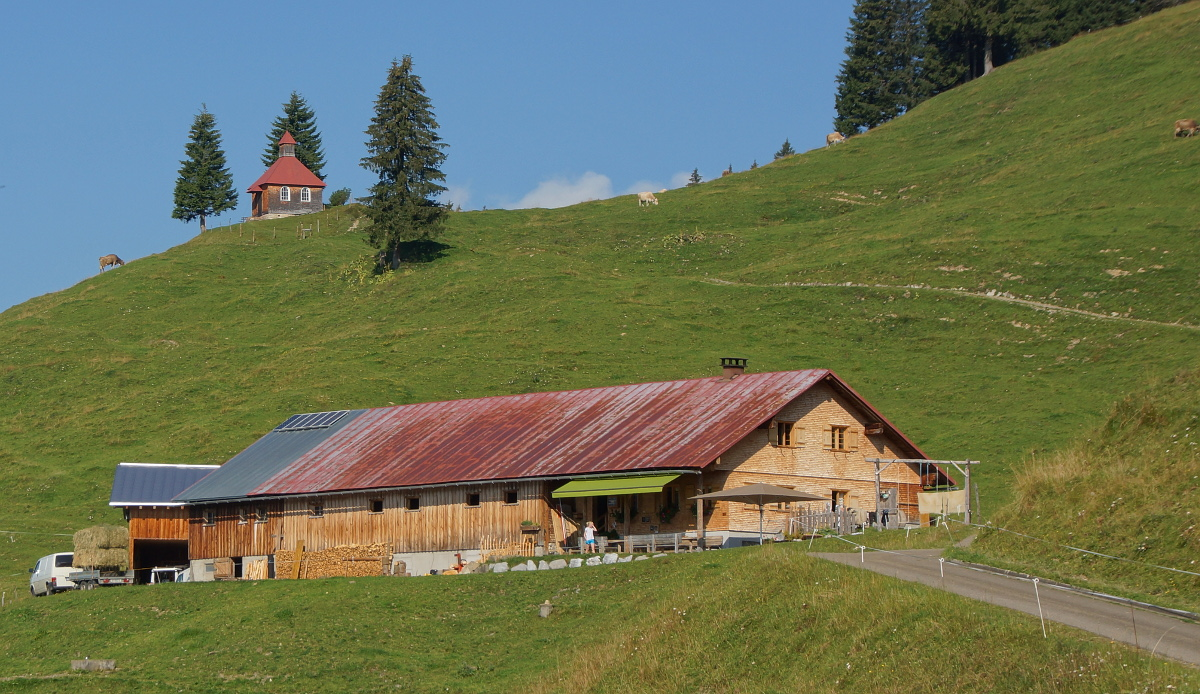
Die Piesenalpe